# اسپرینگدیل (اوهایو)
اسپرینگدیل(به انگلیسی: Springdale) شهری در ایالت اوهایو کشور ایالات متحده آمریکا است که جمعیت آن در سرشماری سال ۲۰۱۰ میلادی، ۱۱٬۲۲۳ نفر بوده‌است.